# Campionato Catarinense 2023
Il Campionato Catarinense 2023 (ufficialmente Catarinense Fort Atacadista 2023 per ragioni di sponsorizzazione) è stata la 98ª edizione della massima serie del campionato catarinense. La stagione è iniziata il 14 gennaio 2023 e si è conclusa l'8 aprile successivo.

## Stagione

### Novità
Al termine della stagione 2022, sono retrocesse in Segunda Divisão Próspera e Juventus-SC. Dalla seconda divisione, invece, sono state promosse Criciúma e Atlético Catarinense.

### Formato
Le dodici squadre si affrontano dapprima in una prima fase, consistente in un girone da dodici squadre. Le prime otto classificate di tale girone, accederanno alla seconda fase che decreterà la vincitrice del campionato. Le ultime due classificate, retrocedono in Segunda Divisão.
Con l'estinzione della classifica per club della CBF, il campione e il secondo classificato disputeranno alla Coppa del Brasile 2024. Le squadre senza divisione nazionale che si classificano nelle prime tre posizioni della classifica generale si garantiranno un posto nel Série D 2024.

## Risultati

### Prima fase
|  | Pos. | Squadra              | Pt | G  | V | N | P  | GF | GS | DR  |
|  | ---- | -------------------- | -- | -- | - | - | -- | -- | -- | --- |
|  | 1    | Hercílio Luz         | 22 | 11 | 6 | 4 | 1  | 9  | 3  | +6  |
|  | 2    | Chapecoense          | 20 | 11 | 5 | 5 | 1  | 16 | 7  | +9  |
|  | 3    | Brusque              | 19 | 11 | 4 | 7 | 0  | 11 | 6  | +5  |
|  | 4    | Criciúma             | 18 | 11 | 4 | 6 | 1  | 12 | 6  | +6  |
|  | 5    | Avaí                 | 17 | 11 | 5 | 2 | 4  | 18 | 14 | +4  |
|  | 6    | Concórdia            | 16 | 11 | 3 | 7 | 1  | 9  | 5  | +4  |
|  | 7    | Barra-SC             | 13 | 11 | 3 | 4 | 4  | 10 | 14 | –4  |
|  | 8    | Figueirense          | 12 | 11 | 3 | 3 | 5  | 11 | 13 | –2  |
|  | 9    | Joinville            | 12 | 11 | 2 | 6 | 3  | 10 | 6  | +4  |
|  | 10   | Marcílio Dias        | 11 | 11 | 3 | 2 | 6  | 8  | 15 | –7  |
|  | 11   | Camboriú             | 11 | 11 | 2 | 5 | 4  | 7  | 14 | –7  |
|  | 12   | Atlético Catarinense | 1  | 11 | 0 | 1 | 10 | 2  | 20 | –18 |

Legenda:
      Ammessa alla seconda fase.
      Retrocesse in Segunda Divisão
Note:
Tre punti a vittoria, uno a pareggio, zero a sconfitta.

### Seconda fase
|  | Quarti di finale | Quarti di finale | Quarti di finale | Quarti di finale | Quarti di finale |  |  | Semifinali   | Semifinali   | Semifinali | Semifinali | Semifinali |   |   | Finale  | Finale  | Finale | Finale | Finale |  |
|  |                  |                  |                  |                  |                  |  |  |              |              |            |            |            |   |   |         |         |        |        |        |  |
|  | Brusque          | Brusque          | 0                | 2                | 2                |  |  |              |              |            |            |            |   |   |         |         |        |        |        |  |
|  | Concórdia        | Concórdia        | 0                | 0                | 0                |  |  | Brusque      | Brusque      | 2          | 1          | 3          |   |   |         |         |        |        |        |  |
|  | Chapecoense      | Chapecoense      | 0                | 2                | 2                |  |  | Barra-SC     | Barra-SC     | 3          | 1          | 4          |   |   |         |         |        |        |        |  |
|  | Barra-SC         | Barra-SC         | 1                | 2                | 3                |  |  |              |              |            |            |            |   |   | Brusque | Brusque | 0      | 1      | 1      |  |
|  | Hercílio Luz     | Hercílio Luz     | 1                | 0                | 1                |  |  |              |              | Criciúma   | Criciúma   | 1          | 0 | 1 |         |         |        |        |        |  |
|  | Figueirense      | Figueirense      | 0                | 0                | 0                |  |  | Hercílio Luz | Hercílio Luz | 0          | 2          | 2          |   |   |         |         |        |        |        |  |
|  | Criciúma         | Criciúma         | 0                | 0                | 0                |  |  | Criciúma     | Criciúma     | 2          | 1          | 3          |   |   |         |         |        |        |        |  |
|  | Avaí             | Avaí             | 0                | 0                | 0                |  |  |              |              |            |            |            |   |   |         |         |        |        |        |  |